# 张连忠
张连忠（1931年6月23日—），汉族，山东省胶州市人。中共第13届中央候补委员、第14届中央委员，第九届全国人大常委会委員、第九届全国人大华侨委员会委员。获解放奖章。1988年至1996年接替上调总部的刘华清出任海军司令员。1988年9月被授予海军中将军衔，1993年6月晋升为海军上将军衔。

## 生平
1947年3月在家乡参加八路军胶东军区第五师第十五团第一连战士，随部队整编为华东野战军第十三纵队第37师第111团第1连通信员。1948年1月加入中国共产党。参加了胶东保卫战和济南战役、淮海战役、渡江战役、上海战役、漳厦战役。1949年后，在第31军第91师第273团第1连任副班长、班长、副排长、排长。1951年任副连长。1955年任连长。1956年1月入石家庄高级步兵学校学习，1958年6月毕业。在福州军区任步兵连长。1959年任步兵营参谋长。1960年8月入海军潜艇学校艇长班学习。1965年毕业后任海军潜艇实习艇长，1970年任潜艇艇长，1975年任潜艇支队副支队长，1977年任潜艇支队长。1979年春入军事学院高级系学习，1980年毕业，任海军北海舰队副参谋长。1983年任中国人民解放军海军旅顺基地司令员。1985年7月任海军副司令员、党委常委，分管后勤工作和装备建设。1988年1月任海军司令员、党委副书记。1988年9月被授予海军中将军衔。1993年5月晋升为海军上将军衔，海军党委书记。1996年11月，65周岁离休。
1998年3月，第九届全国人大第一次会议上，他当选为全国人民代表大会常务委员会委员。
张连忠是解放军少有的保持革命传统的高级将领，被部下亲切地称为张连长。